# Ділан Венте
Ді́лан Ве́нте (нід. Dylan Vente; нар. 9 травня 1999) — суринамський і нідерландський футболіст, нападник клубу «Геренвен» і збірної Суринаму.

## Клубна кар'єра

### «Феєнорд»
Виступав за юнацьку команду «Смітсгук», а 2008 року приєднався до академії «Феєнорд». 11 листопада 2015 року підписав з клубом свій перший професіональний контракт. 
13 вересня 2017 року дебютував в основному складі «Феєнорда» в матчі Ліги чемпіонів УЄФА проти англійського клубу «Манчестер Сіті», замінивши Міхіла Крамера. 17 вересня в поєдинку проти ПСВ дебютував в Ередивізі. 17 грудня 2017 року в матчі Ередивізі проти роттердамської «Спарти» забив свій перший гол у професіональній кар'єрі.

#### Оренда у «Валвейк»
23 серпня 2019 року відправився в сезонну оренду в «Валвейк», який за підсумками попереднього сезону підвищився в класі. 25 серпня 2019 року дебютував за «Валвейк» в матчі Ередивізі проти «АДО Ден Гаг», замінивши Пола Квастена. Всього за час оренди провів 18 поєдинків за клуб, а сезон був скорочений через пандемію COVID-19.

#### Оренда в «Роду»
28 січня 2021 року на правах оренди перейшов в «Роду» до кінця сезону. 30 січня 2021 року дебютував за «Роду» в матчі Еерстедивізі проти «Дордрехта», вийшовши на заміну Фабіану Серраренсу. 15 лютого 2021 року в поєдинку проти «Ексельсіора» забив свій перший гол за клуб. Всього за час шестимісячної оренди забив 5 м'ячів у 17 матчах.

### «Рода»
4 серпня 2021 року став повноцінним гравцем «Роди», підписавши дворічний контракт з опцією продовження ще на один сезон. 3 грудня 2021 року в поєдинку Еерстедивізі проти «Дордрехта» зробив свій перший хет-трик. 19 серпня 2022 року в матчі Еерстедивізі проти «Ден Босха» оформив хет-трик.

### «Гіберніан»
31 липня 2023 року перейшов у шотландський «Гіберніан», підписавши трирічний контракт. Сума трансферу становила 700 тисяч фунтів стерлінгів. 10 серпня 2023 року дебютував за «Гіберніан» в матчі кваліфікації Ліги конференцій УЄФА проти швейцарського «Люцерна». 13 серпня в поєдинку проти «Мотервелла» дебютував у шотландському Прем'єршипі, вийшовши в стартовому складі. 16 вересня 2023 року в матчі проти «Кілмарнока» вперше відзначився м'ячем у Прем'єршипі. 
13 липня 2024 року в матчі Кубка шотландської ліги проти «Елгін Сіті» оформив хет-трик.

#### Оренда в ПЕК (Зволле)
15 серпня 2024 року відправився в сезонну оренду в ПЕК (Зволле). 18 серпня дебютував за нову команду в матчі Ередивізі проти «Феєнорда», вийшовши на заміну Томасу Бейтінку. 1 вересня 2024 року в поєдинку Ередивізі проти «Гераклеса» забив свій перший гол за «Зволле». Всього за час оренди забив 14 голів у 31 матчі за клуб.

### «Геренвен»
21 червня 2025 року перейшов у «Геренвен», підписавши чотирирічний контракт. Сума трансферу становила 1 млн фунтів стерлінгів. 9 серпня дебютував за «Геренвен» в матчі Ередивізі проти «Волендама», вийшовши в стартовому складі.

## Кар'єра в збірній
Виступав за збірні Нідерландів до 16, до 17, до 18 і до 19 і 20 років. 2016 року виступав за збірну до 17 років на юнацькому чемпіонаті Європи в Азербайджані. На турнірі провів 4 матчі, а його команда дійшла до півфіналу, де поступилась португальцям.
В березні 2024 року отримав право представляти Суринам на міжнародному рівні. В серпні 2024 року вперше викликаний до збірної Суринаму головним тренером Стенлі Мензо для участі матчах Ліги націй КОНКАКАФ проти збірних Гаяни та Гваделупи. 5 вересня 2024 року в поєдинку з Гаяною дебютував за збірну Суринаму, замінивши Глеофіло Влейтера.

## Особисте життя
Внучатий племінник колишнього футболіста Лена Венте, відомого виступами за «Феєнорд».

## Статистика виступів

### Клубна статистика
Станом на 9 серпня 2025 
| Клуб              | Сезон             | Чемпіонат         | Чемпіонат | Чемпіонат | Кубок | Кубок | Єврокубки | Єврокубки | Інші  | Інші | Всього | Всього |
| Клуб              | Сезон             | Дивізіон          | Матчі     | Голи      | Матчі | Голи  | Матчі     | Голи      | Матчі | Голи | Матчі  | Голи   |
| ----------------- | ----------------- | ----------------- | --------- | --------- | ----- | ----- | --------- | --------- | ----- | ---- | ------ | ------ |
| Феєнорд           | 2017–18           | Ередивізі         | 9         | 3         | 2     | 0     | 1         | 0         | 0     | 0    | 12     | 3      |
| Феєнорд           | 2018–19           | Ередивізі         | 13        | 1         | 3     | 3     | 2         | 0         | 1     | 0    | 19     | 4      |
| Феєнорд           | 2019–20           | Ередивізі         | 1         | 0         | 0     | 0     | 0         | 0         | —     | —    | 1      | 0      |
| Феєнорд           | 2020–21           | Ередивізі         | 1         | 0         | 0     | 0     | 0         | 0         | —     | —    | 1      | 0      |
| Феєнорд           | Всього            | Всього            | 24        | 4         | 5     | 3     | 3         | 0         | 1     | 0    | 33     | 7      |
| → Валвейк         | 2019–20           | Ередивізі         | 17        | 0         | 1     | 0     | —         | —         | —     | —    | 18     | 0      |
| → Рода            | 2020–21           | Еерстедивізі      | 15        | 4         | 0     | 0     | —         | —         | 2     | 1    | 17     | 5      |
| Рода              | 2021–22           | Еерстедивізі      | 38        | 23        | 2     | 1     | —         | —         | 2     | 1    | 42     | 25     |
| Рода              | 2022–23           | Еерстедивізі      | 38        | 21        | 1     | 0     | —         | —         | —     | —    | 38     | 21     |
| Рода              | Всього            | Всього            | 91        | 48        | 3     | 1     | 0         | 0         | 4     | 2    | 98     | 51     |
| Гіберніан         | 2023–24           | Прем'єршип        | 30        | 5         | 1     | 0     | 3         | 1         | 3     | 2    | 37     | 8      |
| Гіберніан         | 2024–25           | Прем'єршип        | 2         | 0         | 0     | 0     | —         | —         | 4     | 3    | 6      | 3      |
| Гіберніан         | Всього            | Всього            | 32        | 5         | 1     | 0     | 3         | 1         | 7     | 5    | 43     | 11     |
| → ПЕК (Зволле)    | 2024–25           | Ередивізі         | 30        | 13        | 1     | 1     | —         | —         | —     | —    | 31     | 14     |
| Геренвен          | 2025–26           | Ередивізі         | 1         | 0         | 0     | 0     | 0         | 0         | 0     | 0    | 1      | 0      |
| Всього за кар'єру | Всього за кар'єру | Всього за кар'єру | 195       | 70        | 11    | 5     | 6         | 1         | 12    | 7    | 224    | 83     |

1. ↑  Матчі в Лізі чемпіонів УЄФА
2. ↑  Матчі в Лізі Європи УЄФА
3. ↑  Матчі в Суперкубку Нідерландів
4. 1 2  Матчі плей-оф підвищення Еерстедивізі
5. ↑  Матчі в Лізі конференцій УЄФА
6. 1 2  Матчі Кубку шотландської ліги

### Міжнародна статистика
Станом на 20 листопада 2024 
| Збірна            | Сезон             | Товариські | Товариські | Офіційні | Офіційні | Всього | Всього |
| Збірна            | Сезон             | Матчі      | Голи       | Матчі    | Голи     | Матчі  | Голи   |
| ----------------- | ----------------- | ---------- | ---------- | -------- | -------- | ------ | ------ |
| Суринам           |                   |            |            |          |          |        |        |
| 2024              | 0                 | 0          | 4          | 0        | 4        | 0      |        |
| Всього за кар'єру | Всього за кар'єру | 0          | 0          | 4        | 0        | 4      | 0      |

### Матчі за збірну
Станом на 20 листопада 
| Матчі Ділана Венте за збірну Суринаму | Матчі Ділана Венте за збірну Суринаму | Матчі Ділана Венте за збірну Суринаму | Матчі Ділана Венте за збірну Суринаму | Матчі Ділана Венте за збірну Суринаму | Матчі Ділана Венте за збірну Суринаму | Матчі Ділана Венте за збірну Суринаму | Матчі Ділана Венте за збірну Суринаму |
| №                                     | Дата                                  | Суперник                              | Рахунок                               | Голи                                  | Картки                                | Хвилини                               | Змагання                              |
| ------------------------------------- | ------------------------------------- | ------------------------------------- | ------------------------------------- | ------------------------------------- | ------------------------------------- | ------------------------------------- | ------------------------------------- |
| 1                                     | 5 вересня 2024                        | Гаяна                                 | 3–1                                   |                                       |                                       | 12'                                   | Ліга націй КОНКАКАФ 2024–25 (А)       |
| 2                                     | 9 вересня 2024                        | Гваделупа                             | 0–1                                   |                                       |                                       | 14'                                   | Ліга націй КОНКАКАФ 2024–25 (А)       |
| 3                                     | 16 листопада 2024                     | Канада                                | 0–1                                   |                                       |                                       | 21'                                   | Ліга націй КОНКАКАФ 2024–25 (А)       |
| 4                                     | 20 листопада 2024                     | Канада                                | 0–3                                   |                                       |                                       | 15'                                   | Ліга націй КОНКАКАФ 2024–25 (А)       |

Всього: 4 матчі / 1 гол; 1 перемога, 0 нічиїх, 3 поразки.

## Досягнення
«Феєнорд»
- Володар Кубка Нідерландів: 2017–18[39]
- Володар Суперкубка Нідерландів (2): 2017[40], 2018[41]